# Cristallerie de Vonêche
 (août 2008).
 (juillet 2022).
Si vous disposez d'ouvrages ou d'articles de référence ou si vous connaissez des sites web de qualité traitant du thème abordé ici, merci de compléter l'article en donnant les références utiles à sa vérifiabilité et en les liant à la section « Notes et références ».
La Cristallerie de Vonêche, initialement érigée sous le patronage de la royauté, puis élevée au statut de Verrerie impériale durant le règne de Napoléon, avant de réintégrer les rangs des entreprises sous l'égide royale, est une ancienne verrerie fondée en 1778. Son établissement fut entrepris en l'honneur de Sainte-Anne, l'ancienne cristallerie a été développée en 1802 par Aimé-Gabriel d'Artigues. Localisée dans la commune de Beauraing et Vonêche, et dans le Namurois en Belgique, cette cristallerie a connu des évolutions significatives au fil du temps.
Le domaine de la cristallerie était agrémenté du petit château de Vonêche, niché au sein d'un parc d'une superficie estimée entre 18 et 20 hectares. Ce domaine constituait la résidence d'Aimé-Gabriel d'Artigues, figure centrale parmi les propriétaires majeurs de la cristallerie de Vonêche. Actuellement, seul subsiste cet édifice adjacent, ultime témoin de la cristallerie disparue.

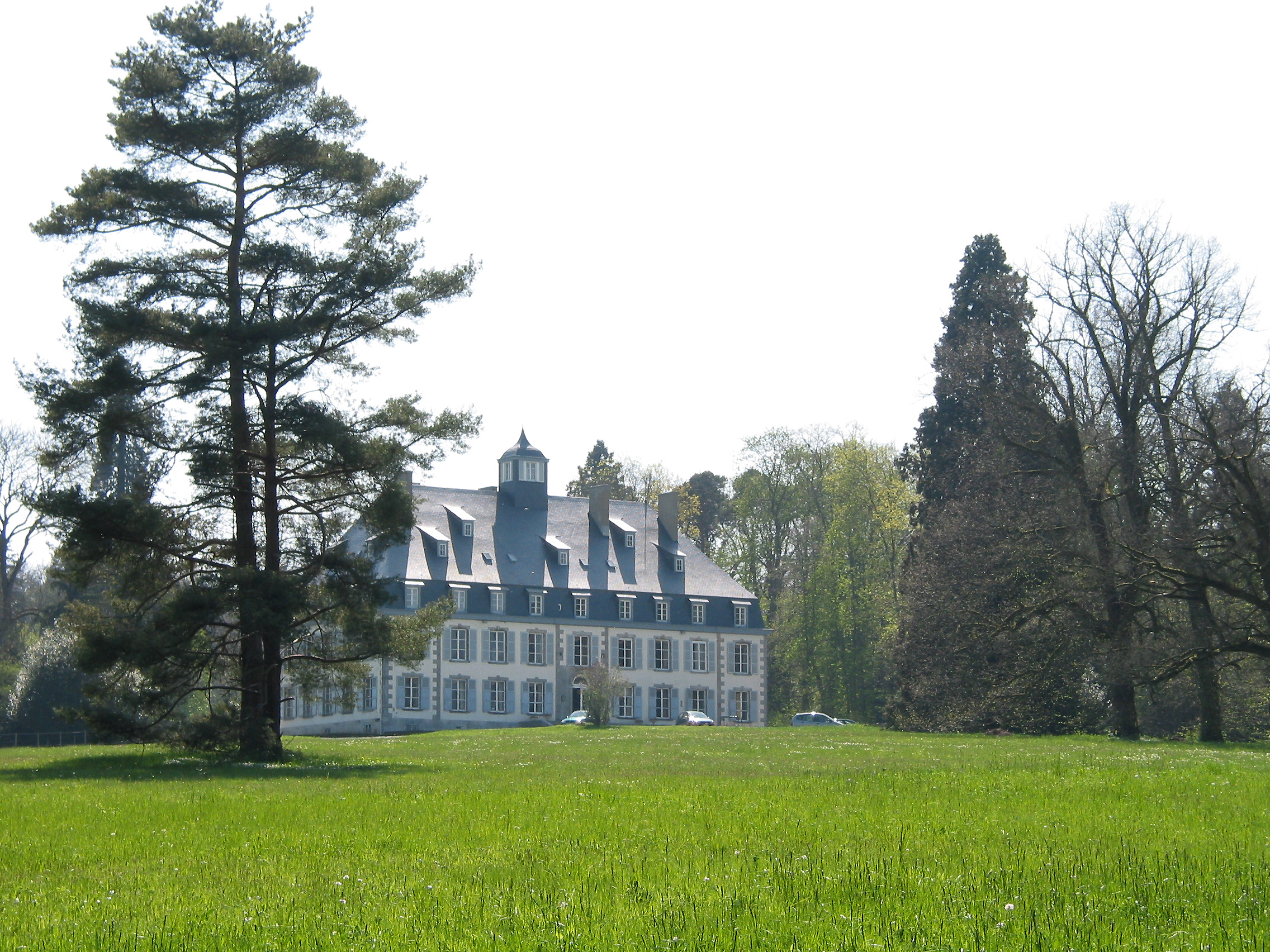
Le petit château de Vonêche entouré de son parc autrefois princier.

## Les débuts
Les établissements verriers de Vonêche ont été fondés le 14 août 1778 par P.N. Mathy(s), un bourgeois licencié en droit, avec plusieurs associés. Ils sont créés sur un octroi de la souveraine des Pays-Bas autrichiens, l'impératrice Marie-Thérèse d'Autriche.
Le financier P.N. Mathy engage Gaspard Andrès qui était alors directeur de la Verrerie de Monthermé pour diriger l'entreprise ainsi que des ouvriers verriers qu'il fait venir de France et d'Allemagne. La production démarre le 10 décembre 1779.
À ses débuts, à la fin du XVIIIe siècle, l'entreprise produit du simple verre à vitre. Mais, comme il est d'usage à l'époque pour le renom d'un établissement, elle s'est adjoint une activité de verrerie taillée, décorative, faite d'une matière légèrement grisée.

## La mutation en une grande cristallerie
Les bouleversements politiques de la fin du XVIIIe siècle change la destinée de la petite verrerie.
Appuyé par Napoléon 1er, désireux de contrecarrer le blocus continental anglais et le monopole des cristalleries anglaises ou de Grande-Bretagne, en particulier celle de Waterford ainsi que la concurrence des cristalliers de Bohême, Aimé-Gabriel d'Artigues rachète la verrerie en 1802. Ce maître verrier dirigeait alors déjà les Verreries Royales de Saint-Louis-lès-Bitche. Il y avait introduit un procédé de fabrication du minium de plomb de haute qualité qui permettait de produire un cristal très limpide, très dur et facile à travailler et à mettre en forme de façon esthétique. Ce labeur comportait des risques importants de saturnisme pour les ouvriers exposés au plomb, et probablement aussi des risques de silicose en raison de l'exposition aux poussières de taille du cristal à la meule. Négligés dans les premières années, ses dangers étaient mieux connus sous l'Empire.
Profitant de la mode des lustres et autres verreries de luxe, autrefois réservés à la noblesse, la bourgeoisie qui étend son influence en Europe continentale, profite de la diminution des prix par accroissement de la production industrielle. Le luxe de la noblesse est mis à sa portée. Happé par cette course industrielle, Aimé-Gabriel d'Artigues non seulement agrandit la verrerie, mais la transforme en l'une des plus grandes cristalleries continentales d'Europe et du Premier Empire français.
Les bâtiments et installations de la manufacture et ses dépendances (écuries, parc, château incluant l'habitation du Monsieur d'Artigues, etc.) s'étendent en 1812 sur une dizaine d'hectares environ. Le parc du château sera agrandi ultérieurement.

## Difficultés
La chute de l'Empereur Napoléon Ier, amenant une reconfiguration politique et économique de l'Europe par le traité de Vienne, plonge infailliblement l'industriel du luxe et maître verrier dans des difficultés financières et commerciales : Vonêche n'est plus en France et est intégré dans le Royaume des Pays-Bas, ce qui prive, par l'instauration de barrières douanières, l'entreprise d'une grande partie de ses anciens marchés.
D'Artigues s'adresse alors à Louis XVIII pour redresser son entreprise à l'origine française en retrouvant un accès facile au marché français, même s'il est contingenté. Le roi accepte sous la condition expresse, imposée par un contrat rigoureux avec des échéances strictes, qu'il crée une cristallerie similaire en France et un atelier de taille de cette matière de luxe; en important au besoin du cristal de Vonêche non-taillé en France où il sera taillé. Ainsi naît à partir de 1816 à Baccarat de l'ancienne verrerie la cristallerie, qui doit embaucher et produire une certaine quantité de cristal.
L'investissement est colossal pour les finances d'Aimé-Gabriel d'Artigues et autant les dettes accumulées que la baisse du marché verrier de luxe l'obligent à céder ses parts et vendre la cristallerie de Baccarat. Fatigué et malade, il se retire des affaires, tout en gardant ses parts à Vonêche. L'usine est confiée à son fondé de pouvoir François Kemlin, qui s'adjoint les services de Auguste Lelièvre.

## Déclin industriel et commercial
En 1826, deux de ses meilleurs collaborateurs, François Kemlin et Auguste Lelièvre, s'alarment de la montée en puissance de la manufacture de Baccarat, dont les nouveaux dirigeants ont gardé d'excellentes relations avec Aimé-Gabriel et qui continuent à recruter d'excellents verriers et ouvriers formés par leurs soins. Les deux administrateurs proposent de racheter l'usine et, devant le refus ferme du sollicité, ils décident avec une centaine d'ouvriers-verriers qualifiés de quitter l'entreprise d'Aimé-Gabriel d'Artigues. Rejoints en quelques années finalement par deux cent cinquante ouvriers de Vonêche, ils fondent alors la cristallerie du Val-Saint-Lambert à Seraing dans la province de Liège, où les ressources en charbon sont plus facilement accessibles. Cette première dislocation industrielle permettra à l'industrie verrière et chimique belge de connaître un premier essor.
Aimé-Gabriel reste alors le seul propriétaire important de l'établissement, en hémorragie de personnel qualifié. Les difficultés financières deviennent insurmontables après la révolution belge de 1830, il lui faut trouver des partenaires financiers. Aimé-Gabriel d’Artigues doit - à contrecœur - céder des parts puis revendre en 1831 son entreprise à la cristallerie de Baccarat. La concurrence avec le Val Saint Lambert, usine modernisée fonctionnant au charbon, fait passer Vonêche au second plan.

## Savoirs et savoir-faire
La cristallerie de Vonêche a disparu au XIXe siècle, mais a donné naissance, à la fois, aux prestigieuses cristalleries du Val-Saint-Lambert et de Baccarat.
Un nombre non négligeable d'ouvriers et d'ingénieurs qualifiés de Vonêche a également rejoint la Verrerie Zoude et les cristalleries namuroises de l'époque.

## Graves pollutions industrielles du bassin de rivière Wimbe
Le cristal contient au moins 25 % d'oxyde de plomb. Cet établissement industriel n'a fonctionné à fort régime que durant 25 années, mais il fut alors l'une des plus grandes cristalleries d'Europe, s'étendant sur 10 hectares environ. À cette époque, aucun four à cristal n'était équipé de filtre, et le plomb est sublimé en vapeurs nocives dès 900 °C, température largement dépassée dans les fours de production du cristal.

Le plomb est source de saturnisme pour l'homme, et de saturnisme animal quand il est dispersé dans la nature. Mais la fabrique pionnière dans la chimie du verre-cristal a aussi utilisé d'autres métaux lourds ou métalloïdes (arsenic). Ils ont pollué l'eau, l'air, les sols et les écosystèmes via les inévitables retombées de vapeurs, fumées et poussière de la  cristallerie.
La rivière Wimbe qui alimentait l'usine, animait ses « moulins à plomb » et ses meules à cristaux, a été inévitablement très gravement polluée durant le quart de siècle d'activité industrielle intense par dissémination vicieuse du plomb dans son écosystème. En effet, de grandes quantités de poudre fine et riche en plomb étaient produites lors de l'érosion du cristal par les meule lors des opérations de taille décorative des plats, vases et autres cristaux de cristal, ces opérations étant d'ailleurs directement pratiquées au-dessus du Wimbe ou à grande proximité de ses berges. Le Wimbe alimentait plusieurs moulins industriels faisant tourner des dizaines de meules dites « tours ».

Ainsi, en 1832, quand le géographe et géologue Philippe Vander Maelen, membre éminent de l'Académie royale des sciences et belles lettres de Bruxelles et de la Société géographique de Paris décrit  cet établissement, le plus grand des « moulins à tailler le cristal » du Wimbe, abritait 22 grands tours, et deux petits tours. 400 ouvriers travaillaient alors dans l'usine, chiffre à comparer aux 34 ouvriers de la verrerie de Namur à la même époque.
De plus, le plomb était aussi broyé sur place dans un « moulin à brocarder le plomb ». Ce dernier moulin n'était pas mu par l'eau, mais à l'instar d'une noria, par des bœufs, au contraire des « moulin à farine » et « moulin à scier le bois » qui sur le même cours d'eau étaient mus par l'eau.
Durant un quart de siècle, de grandes quantités de plomb, de minium de plomb et d'autres oxydes toxiques et écotoxiques ont été ainsi manipulés dans cette vallée et le sous-bassin versant du Wimbe. Le propriétaire avait souhaité produire ou préparer par ses propres moyens ses matières premières afin de diminuer ses coûts de production, de rester indépendant de fournisseurs susceptibles de lui imposer leurs prix et surtout de disposer de produits les plus purs possibles et de qualité constante. La silice, la potasse et le minium de plomb étaient préparés dans différents ateliers de l'usine même.
Les pluies, crues et fontes des neiges devaient contribuer à amener le plomb dispersé sur le site de la cristallerie. Or, le milieu géologique, acide et siliceux, est propice à la circulation du plomb et de ses composés, ainsi qu'à leur plus grande biodisponibilité.

Dans de telles conditions, du plomb moléculaire est facilement retrouvé dans les bactéries, algues et végétaux, mais surtout dans les champignons et les animaux qui les consomment, par le simple phénomène de bioconcentration.